# Katten (film, 2003)
Katten är en amerikansk komedifilm från 2003, baserad på boken Katten i hatten av Dr. Seuss. Mike Myers spelar katten.

## Handling
De ständigt bråkande syskonen Conrad och Sally Walden (Spencer Breslin och Dakota Fanning) är ensamma hemma med en guldfisk som enda sällskap. Utomhus regnar det, och det finns absolut ingenting att göra.
Men när en mystisk katt (Mike Myers) dyker upp med sin magiska hatt, ställs allting på ända. Han tar dem med in i fantasins värld med lekar, roliga spel och glädjen i att göra saker tillsammans. Under denna omtumlande dag, där de råkar ut för exploderande tårtor, magiska maskiner, nyfikna varelser och fullständig kalabalik i sitt hus, lär de sig uppskatta det roliga i att ha roligt, men det gäller att veta hur man fixar det!

## Om filmen
Katten i hatten regisserades av Bo Welch. Filmen är baserad på barnboken Katten i hatten av Dr Seuss från 1957.

## Rollista (urval)
- Mike Myers - Katten
- Alec Baldwin - Quinn
- Kelly Preston - Mamma
- Dakota Fanning - Sally
- Spencer Breslin - Conrad
- Amy Hill - Mrs. Kwan
- Paris Hilton - Kvinnlig klubbesökare

## Svenska röster
- Joakim Jennefors - Katten
- Norea Sjöquist - Sally
- Emil Smedius - Conrad
- Roger Storm - Quinn
- Eva Röse - Mamma
- Annica Smedius - Mrs Kwan
- Dick Eriksson - Mr Humberfloob
- Andreas Rothlin Svensson - Fisken
- Dan Bratt - Berättare